# 블레이즈와 몬스터 머신
《블레이즈와 몬스터 머신》(Blaze and the Monster Machines)은 미국과 캐나다의 텔레비전 애니메이션이다.